# فترة تايشو
فترة تايشو (باليابانية: 大正時代 تايشو جيداي) هي فترة قصيرة في تاريخ اليابان المعاصر، امتدت من عام 1912 إلى 1926م، وتوصف غالبا بالنسخة اليابانية للسنوات الحمقاء. تايشو (大正) تعني حرفيا «العدالة الكبيرة». هذه الفترة وافقت سيادة الإمبراطور تايشو (المعروف في الغرب لمّا كان حياً باسمه يوشيهيتو) وفي نطاق أوسع يمكن القول أن ثقافة تايشو تعيد إلى الأذهان مجتمعاً في طفرة (في العشرينيات وخلال بداية الثلاثينيات)، عندما جاءت بعض الموضات الغربية، مثل موسيقى الجاز، لتشوش المبادئ التقليدية الأصيلة مثل الهدوء والانسجام. كانت صحة الإمبراطور الجديد ضعيفة مما دعا إلى نقل القوة السياسية من يد حكم القلة إلى يد البرلمان الياباني والأحزاب الديمقراطية، وبهذا تعد هذه الفترة فترة انفتاح ديمقراطي تحت اسم «ديمقراطية تايشو» وهي متميزة عن سابقتها فترة ميجي التي تميزت بالاضطراب المرافق للإصلاح والفترة اللاححقة فترة شووا التي تمحورت حول السياسة العسكرية.
في 23 أغسطس 1914، أعلن اليابان الحرب على ألمانيا. في [1 سبتمبر 1923] م، هز زلزال كبير منطقة كانتو.

## الحرب العالمية الأولى والهيمنة على الصين
سمحت الحرب العالمية الأولى لليابان، والتي قاتلت إلى جانب قوى الحلفاء المنتصرين، بتوسيع نفوذها في آسيا، وأقاليمها الواقعة في شمال المحيط الهادئ، أعلنت اليابان بعد ذلك الحرب على ألمانيا في 23 أغسطس عام 1914، واحتلّت ء الأراضي الألمانية بسرعة في جزر شاندونغ الصينية، وجزر ماريانا، وكارولين، ومارشال في شمال المحيط الهادئ، وفي 7 نوفمبر استسلم جيازو إلى اليابان.
سعت اليابان بالتعاون مع حلفائها المنخرطين بشدة في الحرب إلى تعزيز موقعها في الصين من خلال تقديم المطالب الـ21 للحكومة الصينية في يناير من عام 1915، مع الإبقاء على حصصها الألمانية، ومنشوريا، ومنغوليا الداخلية، وسعت اليابان أيضًا للحصول على ملكية مشتركة لمجمّع كبير للتعدين والمعادن في وسط الصين، ومنعت الصين من تفريغ أو تأجير أي منطقة ساحلية لأي قوة ثالثة، ومارست طرقًا أخرى للسيطرة السياسية، والاقتصادية، والعسكرية المتنوعة، والتي في حال تنفيذها كلها ستحوّل الصين إلى محمية يابانية، ولكن بعد مفاوضات كانت تجري ببطء مع الحكومة الصينية، أجبرت المشاعر المعادية لليابان التي كانت تنتشر في الصين على نطاق واسع على سحب المجموعة الأخيرة من المطالب، والمعاهدات الموقّعة في مايو من عام 1915.
سهّلت الاتفاقيات الدولية من هيمنة اليابان على شمال الصين، وأجزاء أخرى من آسيا، فمثلًا ساعدت اتفاقية أُبرمت مع روسيا في عام 1916 على تأمين وجود نفوذ لليابان في منشوريا، ومنغوليا الداخلية، واعترفت اتفاقيات أُبرمت مع فرنسا، وبريطانيا، والولايات المتحدة في عام 1917 بمصالح الأقاليم اليابانية في الصين، وشمال المحيط الهادئ، بالإضافة إلى أن قروض نيشيهارا (التي سميت على اسم نيشيهارا كامزو، ممثل طوكيو في اليابان) لعامي 1917 وَ1918 ساعدت الحكومة الصينية، لكنها زادت من كمية الديون الصينية تجاه اليابان.
وقرب نهاية الحرب، كانت تبعث اليابان المواد الحربية لحلفائها الأوروبيين، ما ساعدها على تنويع صناعات البلاد، وزيادة صادراتها، وتحويل اليابان من بلد مديون إلى بلد دائن لأول مرة.
ازدادت قوة اليابان في آسيا بعد انهيار الحكومة الإمبراطورية الروسية في عام 1917 بعد الثورة البلشفية، ورغبة من اليابان في اغتنام الفرصة، كانت تعتزم على احتلال سيبيريا والوصول إلى أقصى الغرب حتى بحيرة بايكال، ومن أجل القيام بذلك كان يجب على اليابان أن تتفاوض مع الصين من أجل السماح لقواتها بالمرور عبر الأراضي الصينية، وبالرغم من أنهم قلّصوا قواتهم لمنع حصول أي عداء مع الولايات المتحدة، فقد وصل عدد الجنود اليابانيين الذين شاركوا إلى أكثر من 70 ألف جندي، ثم أُرسلوا إلى سيبيريا في يوليو عام 1918 كجزء من تدخّل الحلفاء في الحرب الأهلية الروسية.
استلم تيراوتشي ماساتاكي منصب رئيس الوزراء من شكوما شيجينوبو في 9 أكتوبر عام 1916، وفي 2 نوفمبر عام 1917 أعلنت اتفاقية لانسينغ إيشيل الاعتراف بمصالح اليابان في الصين، وتعهّدت بالمحافظة على «سياسة الباب المفتوح»، وفي أغسطس عام 1918 اندلعت أعمال شغب عُرفت بأعمال شغب الأرز في جميع أنحاء بلدات ومدن اليابان.

## اليابان بعد الحرب العالمية الأولى: تايشو الديموقراطية
عاشت اليابان ازدهارًا غير مسبوق بعد الحرب، وذهبت إلى مؤتمر السلام في باريس في عام 1919 كأحد القوى العسكرية والصناعية الكبرى في العالم، وحصلت على اعتراف رسميّ بأنها واحدة من الدول الخمس الكبرى في النظام الدولي الجديد، ومُنحت طوكيو مقعدًا دائمًا في مجلس عصبة الأمم، وأكّدت معاهدة السلام نقل الحقوق الألمانية لمقاطعة شاندونغ الصينية إلى اليابان، ما أدى إلى أعمال شغب وحركات سياسية جماهيرية مناهضة لليابان في جميع أنحاء الصين.
وُضعت جزر شمال المحيط الهادئ التابعة سابقًا لألمانيا، تحت الحكم الياباني، وشاركت اليابان أيضًا مع الحلفاء في التدخّل في روسيا في فترة ما بعد الحرب العالمية الأولى، وعلى الرغم من دورها الصغير في الحرب العالمية الأولى، ورفض القوى الغربية محاولاتها في الحصول على بند المساواة العرقية في معاهدة السلام، لكنها برزت كعنصر فاعل رئيسي في السياسة الدولية في فترة نهاية الحرب.
أدى نظام الحزبين السياسي الذي كان يتطور في اليابان بعد الحرب العالمية الأولى إلى تسمية هذه الفترة بفترة ديموقراطية تايشو.
وفي خضمّ هياج سياسي، اغتيل رئيس الوزراء هارا على يد عامل سكة الحديد في عام 1921، وأعقبه سلسلة من رؤساء الوزراء غير الحزبيين، وفي محاولة لإيجاد حلول لمشاكل هذه الفترة أُقرّ قانون حفظ السلام في عام 1925 الذي منع أي تغير في الهيكل السياسي، أو إلغاء ملكية القطاع الخاص.
على الرغم من الكساد الاقتصادي العالمي في أواخر العشرينات، وأوائل الثلاثينات من القرن الماضي (والذي أثر بالتأكيد على اليابان)، فقد زادت الصادرات اليابانية خلال هذه الفترة بشكل ملحوظ.

## نهاية ديموقراطية تايشو
حاولت اليابان تغيير اتجاهها بشكل عام، خلال عشرينيات القرن الماضي إلى نظام حكم ديموقراطي، ومع ذلك لم تكن الحكومة البرلمانية متأصّلة بعمق وبشكل كافٍ لتحمل الضغوطات الاقتصادية، والسياسية في ثلاثينيات القرن الماضي، والتي أصبح العسكريون أكثر نفوذًا خلالها، وكانت هذه التحولات ممكنة بسبب عدم دقة، أو وضوح دستور ميغي، خاصة في ما يتعلق بموقف الإمبراطور من الدستور.

## الجدول الزمني الخاص بتلك الفترة
- تولى الإمبراطور تايشو الحكم في 30 يوليو عام 1912، وأصبح الجنرال كاتسورا تارو رئيسًا للوزراء لولايته الثالثة في 21 ديسمبر من نفس العام.
- أُجبر كاتسورا على الاستقالة، واستلم الأدميرال ياماموتو جونوهي رئيسًا للوزراء في 20 فبراير عام 1913.
- أصبح شكوما شيجينوبو رئيسًا للوزراء لولاية ثانية في 16 أبريل لعام 1914. أعلنت اليابان الحرب على ألمانيا، وانضمت إلى جانب الحلفاء في الحرب العالمية الأولى في 23 أغسطس من نفس العام.
- قدّمت اليابان المطالب الـ21 إلى الصين في 18 يناير في عام 1915.
- أصبح تيراوتشي ماساتاكي رئيسًا للوزراء في 9 أكتوبر عام 1916.
- أصبحت اتفاقية لانسينغ إيشيل سارية في 2 نوفمبر عام 1917.
- انطلقت حملة سيبيريا في يوليو عام 1918. وأصبح هارا تاكاشي رئيسًا للوزراء في 29 سبتمبر من نفس العام.
- ساعدت اليابان في تأسيس عصبة الأمم في عام 1920.
- اغتيل هارا، وأصبح تاكاهاشي كوريكو رئيسًا للوزراء في 4 نوفمبر عام 1921.
- وقّعت اليابان على معاهدة نزع السلاح البحري للقوى الخمسة في 6 فبراير عام 1922. وأصبح الأدميرال كاتي توموسابوري رئيسًا للوزراء في21 يونيو وسحبت اليابان قواتها من سيبيريا في 28 أغسطس من نفس العام.
- دمّر زلزال كانتو العظيم طوكيو في 1 سبتمبر عام 1923. وأصبح ياماموتو رئيسًا للوزراء لولاية ثانية في 2 سبتمبر.
- أصبح كيورا كيجو رئيسًا للوزراء في 7 يناير عام 1924. وتزوّج الأمير هيروهيتو (الإمبراطور المستقبلي شوا) من كوني نو ميا ناجاكو نيوج (الإمبراطورة كوجون المستقبلية) في 26 يناير من نفس العام. أصبح كاتو تاكاكي رئيسًا للوزراء في 11 يونيو.
- صدر قانون الانتخابات العامة، وحصل جميع الرجال فوق سن 25 على حق التصويت في 5 مايو عام 1925. وُلدت الأميرة شيجيكو، الابنة الأولى لهيروهيتو، في 9 ديسمبر لعام 1925، وأُقرّ قانون حفظ السلام في نفس العام.
- تَوفي الإمبراطور تايشو، وأصبح هيروهيتو إمبراطورًا في 25 ديسمبر عام 1926.